# Moše Kacav

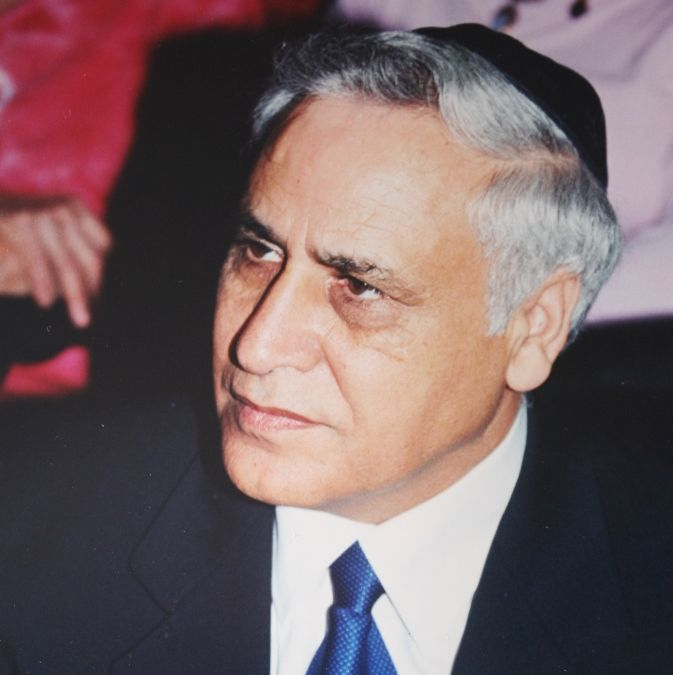
Kacav během náboženského obřadu v roce 2000

Moše Kacav (hebrejsky משה קצב‎, rodným jménem Músá Qassáb, persky موسى قصاب‎; 5. prosince 1945, Jazd, Írán) je bývalý izraelský politik, který byl v letech 2000–2007 prezidentem Izraele. Byl také předním poslancem Knesetu za stranu Likud a zastával různé ministerské posty ve vládě. Po Jicchaku Navonovi byl druhým Mizrachim, který byl zvolen do prezidentského úřadu.
Konec jeho prezidentství byl poznamenán kontroverzí, která vyplynula z obvinění ze znásilnění jedné podřízené a sexuálního obtěžování dalších. V roce 2007 se v rámci dohody o přiznání viny vzdal prezidentského úřadu. Později dohodu s prokurátory odmítl a slíbil, že svou nevinu prokáže u soudu. V bezprecedentním případě byl 30. prosince 2010 odsouzen za dvojnásobné znásilnění, maření výkonu spravedlnosti a další obvinění. Dne 10. listopadu 2011 Nejvyšší soud potvrdil rozsudek i trest.
Dne 7. prosince 2011 nastoupil do věznice Ma'asijahu v Ramle k výkonu sedmiletého trestu. Z vězení byl za omezujících podmínek propuštěn 21. prosince 2016, kdy si odpykal pět let trestu.

## Mládí
Narodil se ve městě Jazd v centrálním Íránu, a když mu byl rok, přestěhovala se jeho rodina do Teheránu. V roce 1951 ve svých pěti letech s rodiči přesídlil do Izraele. Tam zprvu žili v přistěhovaleckém stanovém táboře u města Ašdod. V zimě 1951 tábor zasáhlo několik povodní, v jejichž důsledku zemřel Kacavův dvouměsíční bratr Sijon. Po studiu na zemědělské škole v mládežnické vesnici Ben Šemen a na škole v mošavu Be'er Tuvja nastoupil na povinnou vojenskou službu u izraelské armády. Nejprve sloužil u signálního sboru (C4I), následně byl přiřazen na velitelství obrněného sboru.
V roce 1968 začal studovat ekonomii a historii na Hebrejské univerzitě v Jeruzalémě a během studií vyučoval historii a matematiku na střední škole. O rok později se oženil s Gilou Perdanovou, s níž měl později pět dětí. Rovněž se v roce 1969 (ve dvaceti čtyřech letech) stal starostou Kirjat Mal'achi. V roce 1971 absolvoval a získal bakalářský titul.

## Poslancem a ministrem
V květnu 1977 byl v parlamentních volbách zvolen poslancem za stranu Likud. Tehdy došlo v Izraeli k politické revoluci, neboť po více než třiceti letech od vzniku státu se stala poprvé vítězem voleb pravicová politická strana. Poslanecký mandát následně zastával v sedmi po sobě jdoucích funkčních obdobích více než dvacet let. Za tu dobu se angažoval v četných parlamentních výborech (především v prvním funkčním období), s důrazem na vzdělání a kulturu, ale i řady dalších.
V srpnu 1981 se stal náměstkem ministra bydlení a výstavby ve druhé Beginově vládě. Svůj první ministerský post však získal až v září 1984 ve vládě národní jednoty (jak pod vedením Šimona Perese, tak Jicchaka Šamira), v níž zastával post ministra práce a sociální péče. Tuto funkci zastával až do voleb v roce 1988, po nichž stanul v čele ministerstva dopravy. V této funkci působil do roku 1992, kdy pravice prohrála volby. Do vlády se opětovně dostal až v roce 1996 za první Netanjahuovy vlády, kde zastával pozici místopředsedy vlády, ministra turismu a ministra bez portfeje.

## Prezidentství

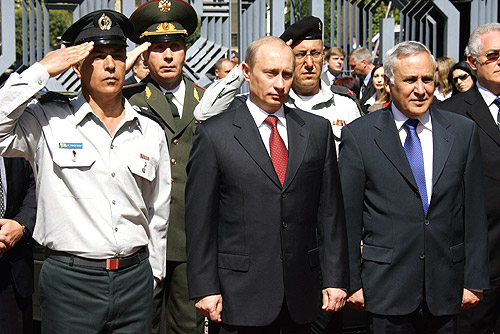
Kacav během setkání s ruským prezidentem Vladimirem Putinem v dubnu 2005

V polovině července 2000 rezignoval prezident Ezer Weizman, v důsledku čehož se ještě koncem téhož měsíce konaly nové prezidentské volby. Kacava do nich navrhla jeho strana Likud a jeho protivníkem se stal Šimon Peres, navržený aliancí Jeden Izrael. Pro absenci většiny hlasů v prvním kole volby bylo přistoupeno k druhému, v němž Kacav nad Peresem překvapivě zvítězil většinou 63 hlasů ku 57. Slavnostní přísahu složil 1. srpna a stal se tak vůbec prvním pravicovým prezidentem v dějinách země a zároveň prvním izraelským prezidentem, který nastoupil sedmiletý funkční mandát.
V roce 2003 během státní návštěvy Itálie požádal Vatikán, aby navrátil cennosti údajně dovezené do Říma po pádu Jeruzaléma v roce 70 n. l.
Koncem března 2005 veřejně ocenil devět „hrdinů“, izraelských agentů, kteří v červnu 1954 plánovali a částečně i provedli v Egyptě teroristické útoky na různé egyptské, britské a americké cíle – po odhalení se tato operace pod falešnou vlajkou stala ve světě známou jako Lavonova aféra – a jejichž existenci Izrael dlouho popíral.
V dubnu téhož roku se zúčastnil pohřbu papeže Jana Pavla II., kde v důsledku abecedního zasedacího pořádku seděl v blízkosti íránského prezidenta Muhammada Chátamího, který se narodil nedaleko Kacavova rodiště v Jazdu. Po pohřbu tisku sdělil, že si s Chátamím potřásl rukou a hovořili persky. Ten to však později popřel.

### Obvinění ze znásilnění
V červenci 2006 se Kacav obrátil na generálního prokurátora Menachema Mazuze s informací, že je vydírán zaměstnankyní. Vyšetřování se však rychle obrátilo proti němu samému, jelikož zaměstnankyně (označovaná jako „A“) vznesla obvinění sexuálního charakteru. Tvrdila, že v době, kdy pod Kacavem pracovala na ministerstvu turismu, ji dvakrát znásilnil a sexuálně obtěžoval. Postupně byl Kacav obviněn ze znásilnění a sexuálního obtěžování až deseti žen. Dne 22. srpna prohledala policie jeho dům a zabavila mu počítače a řadu dokumentů. Prezident byl vyzván k rezignaci či přerušení svého mandátu. Následující den byl vyslechnut policií.
Dne 7. září, poté, co již obdržela stížnosti nejméně čtyř žen, se policie rozhodla, že má dostatek důkazů pro obžalování. Podle policie celkem sedm žen svědčilo proti Kacavovi a mezi obvinění bylo „porušení důvěry, podvod a podílení se na nelegálním odposlouchávání“. Dne 18. září prokurátor Mazuz oznámil, že pravděpodobnost, že se prezident stal obětí spiknutí je „dosti malá“. O tři dny později se počet žen svědčících proti prezidentovi rozrostl na osm.
Dne 15. října policie oznámila, že u pěti žen nebude stížnost dále prošetřována, neboť promlčecí lhůta již vypršela. Dne 29. října bylo Kacavovi doporučeno, aby odstoupil. Ten i nadále veškerá obvinění popíral a oznámil, že rezignuje, pokud bude obviněn.

### Přerušení úřadu
V úterý 23. ledna 2007 vydala kancelář zástupce generálního prokurátora prohlášení, že má dostatek důkazů, aby jej mohla obžalovat a generální prokurátor doporučil prezidenta obžalovat. Oznámil, že uvažuje o obvinění prezidenta ze znásilnění, sexuálního obtěžování, porušení důvěry, maření vyšetřování, obtěžování svědka a podvod. Vzhledem k tomu, že je prezident po dobu výkonu úřadu chráněn imunitou, by mohl být souzen až po vypršení funkčního období v srpnu 2007 či po své rezignaci. Konečné rozhodnutí o obžalování mělo být vyneseno po slyšení, kde měl mít Kacav možnost přednést svoji verzi.
O den později prezident uspořádal tiskovou konferenci, na níž obvinil novináře z toho, že jej pronásledují a odsuzují, aniž by byly předloženy všechny důkazy. Tvrdil, že média byla vůči jeho prezidentství nepřátelská od samého začátku. Dále obvinil televizní kanál 2 z pořádání honu na čarodějnice. Oznámil svůj úmysl dočasně přerušit prezidentský úřad, ale odmítl rezignovat, dokud nebude obžalován. Kacavův projev vyvolal šok a odsouzení, jak od novinářů, tak od politiků a právníků. V rozhovoru, který jen pár minut po tiskové konferenci poskytl premiér Ehud Olmert, vyzval prezidenta k rezignaci.
Dne 25. ledna schválil Kneset prezidentovi tříměsíční přerušení úřadu. Zastupující prezidentkou se stala předsedkyně Knesetu Dalia Iciková.
Dne 7. března ztroskotal pokus o impeachment.

### Dohoda o přiznání viny a rezignace
Koncem června 2007 dosáhli Kacavovi právníci dohody o přiznání viny se státní prokuraturou, na jejímž základě by se Kacav přiznal k několika případům sexuálního obtěžování a nevhodného chování a obdržel pouze podmíněný trest. Dále by zaplatil kompenzaci dvěma obětem. Obvinění ze znásilnění vznesená zaměstnankyní „A“ by bylo staženo, stejně tak jako obvinění z vydírání vznesené Kacavem. Dohoda vyvolala nevoli mezi izraelským obyvatelstvem, především pak mezi organizacemi bojujícími za práva žen. Podle průzkumu veřejného mínění se 70 % respondentů stavělo proti dohodě. Odpůrci též zorganizovali protestní demonstraci na Rabinově náměstí v Tel Avivu. Generální prokurátor tvrdil, že dohoda ušetří prezidentský úřad potupy, zatímco Kacavovi právníci ji přijali, aby se vyhnuli náročnému soudnímu procesu.
Na základě dohody s prokuraturou nakonec Kacav rezignoval 1. července (jeho sedmiletý mandát měl skončit 15. července). Ještě předtím se 13. června konaly prezidentské volby, v nichž zvítězil Kacavův někdejší protivník Šimon Peres.

## Soudní proces a odsouzení
Dne 30. října prokuratura oznámila Nejvyššímu soudu, že změnila názor na obžalování na základě důkazů od dvou klíčových svědků. Odvolávala se přitom na schůzku s Kacavovými právníky, kteří poukázali na rozpory ve výpovědích, včetně zapáleného dopisu jedné z žen poté, co se měly uskutečnit dvě údajná znásilnění. Tento krok prokuratury vedl k ostré kritice ze strany Kacavových právních zástupců. V dubnu 2008 Kacav odvolal dohodu o přiznání viny. Podle jednoho ze svých advokátů, Avigdora Feldmana, věřil, že prokuratura nemá dostatek důkazů, které by jej usvědčily.
Nakonec se tak ale stalo a v roce 2008 Kacav odmítl nabídku soudu, že by byl souzen „pouze“ na základě sexuálního obtěžování. Dne 30. prosince 2010 byl nakonec odsouzen za dvojnásobné znásilnění a sexuální obtěžování a překážení výkonu spravedlnosti. 7. prosince 2011 nastoupil výkon trestu ve věznici Ma'asijahu. Kacav je nejvýše postavený izraelský činitel, který byl poslán za mříže. V průběhu výkonu trestu požádal třikrát o zkrácení trestu. Jeho žádosti bylo vyhověno v roce 2016 poté, co uznal své zločiny a vyjádřil lítost nad svými činy. Z vězení byl propuštěn 21. prosince 2016 po odpykání pěti let a patnácti dnů ze svého sedmiletého trestu odnětí svobody.